# Placogorgia pulchra
Placogorgia pulchra är en korallart som beskrevs av Nutting 1910. Placogorgia pulchra ingår i släktet Placogorgia och familjen Plexauridae. Inga underarter finns listade i Catalogue of Life.